# Patriot Games
Patriot Games (bra: Jogos Patrióticos; prt: Jogos de Poder - O Atentado) é um filme estadunidense de 1992, dos gêneros ação e suspense, dirigido por Phillip Noyce, com roteiro baseado no best-seller homônimo de Tom Clancy.

## Sinopse
Em Londres, o agente da CIA Jack Ryan, sua esposa e filha estão de férias. Quando eles se encontram nas proximidades do Palácio de Buckingham, Ryan é pego em meio a um atentado terrorista a Lord Holmes, um membro da família real. O agente ajuda a impedir a ação dos agressores e torna-se um herói. Mas o ato corajoso coloca Ryan na mira do terrorista Sean Miller, cujo irmão foi assassinado. Agora Ryan precisa retornar às suas atividades para enfrentar a missão mais importante de sua vida: salvar sua família.

## Elenco
- Harrison Ford (Jack Ryan)
- Anne Archer (Cathy Muller Ryan)
- Patrick Bergin (Kevin O'Donnell)
- Sean Bean (Sean Miller)
- Thora Birch (Sally Ryan)
- James Fox (Lord Holmes)
- Samuel L. Jackson (Robert Jefferson "Robby" Jackson)
- Polly Walker (Annette)
- J.E. Freeman (Marty Cantor)
- James Earl Jones (James Greer)
- Richard Harris (Paddy O'Neil)
- Alex Norton (Dennis Cooley)
- David Threlfall (Inspetor Highland)